# شهرستان خلیل‌آباد
شهرستان خلیل‌آباد یکی از شهرستان‌های غرب استان خراسان رضوی است. مرکز این شهرستان، شهر خلیل‌آباد می‌باشد. شهرستان خلیل‌آباد در تاریخ ۲۹ تیر ۱۳۸۲ از شهرستان کاشمر جدا و مستقل شده است. شمال این شهرستان واقع در رشته‌کوه کوهسرخ قرار گرفته است.

تقسیمات شهرستان خلیل‌آباد در سال ۲۰۲۱

## تقسیمات کشوری
- بخش مرکزی
  - دهستان حومه
  - دهستان رستاق
- بخش شش‌طراز
  - دهستان کویر
  - دهستان شش‌طراز

## موقعیت
شهرستان خلیل‌آباد در موقعیت جغرافیایی شرق ایران، جنوب‌غربی استان خراسان رضوی قرار گرفته و از شمال به شهرستان کوهسرخ، جنوب به شهرستان بجستان، شرق به شهرستان کاشمر، غرب به شهرستان بردسکن و جنوب‌شرقی به شهرستان مه‌ولات محدود می‌باشد.

## وجه تسمیه
حدوداً ۲۵۰ سال قبل خلیل خان فرزند جلیل بیگ از خاندان عرب میش‌مست قلعه‌ای به نام خودش بنا نهاد که بعدها خلیل‌آباد نام گرفت اما نام تاریخی این سرزمین، خارزنج است که در کتب تاریخی و معتبر از آن بسیار نام برده شده است. شهر خارزنج در ناحیه شمالی شهر خلیل‌آباد فعلی واقع شده بود که در اثر زمین لرزه تخریب و ساکنانش در دشت‌های جنوبی پراکنده و اقدام به ساخت آبادی‌های متعدد نمودند، سرانجام به دلیل وجود ناامنی‌های حاصل از حمله افغان‌ها و ترکمن‌ها اقدام به ساخت قلعه معروف خلیل‌آباد نمودند و خلیل‌آباد مرکزیت یافت و بدین ترتیب مردم با این منطقه انس گرفته و هر روز بر جمعیت آن افزوده شد که در نهایت در سال ۱۳۴۳ به شهر و در سال ۱۳۸۲ به شهرستان تبدیل شد. براساس کتب تاریخی، پیشینه شهرستان به دوران زرتشت بر می‌گردد، به‌طوری‌که آثار و ابنیه زرتشتیان در اطراف شهرستان به چشم می‌خورد. اما رونق علمی وفرهنگی آن به قرون سوم و چهارم هجری که به نام خارزنج معروف بوده بازمی‌گردد.
از معروف‌ترین علما و بزرگان خارزنج می‌توان به احمد بن محمد خارزنجی صاحب کتاب تکلمه در لغت و یوسف بن حسن خارزنجی از فضلای زمان خود اشاره کرد. از دیگر شخصیت‌های تاریخی این شهرستان عمیدالملک کندری وزیر دربار طغرل بیک است.

## جمعیت
بر پایه سرشماری عمومی نفوس و مسکن که در سال ۱۳۹۵ جمعیت این مکان ۵۱٬۷۰۱نفر (۱۶٬۶۸۴ خانوار) بوده است.

## زبان و گویش
مردم شهرستان خلیل‌آباد به زبان فارسی و به گویش کاشمری سخن می‌گویند.